# IC 56A
IC 56A је спирална галаксија у сазвјежђу Кит која се налази на листи објеката дубоког неба у Индекс каталогу.
Деклинација објекта је - 12° 46' 1" а ректасцензија 0h 51m 51,2s. Привидна величина (магнитуда) објекта IC 56 износи 15,7 а фотографска магнитуда 16,3. IC 56A је још познат и под ознакама KAZ 4, NPM1G -13.0033, PGC 3035.